# Christina Doreothea Stuart
Christina Doreothea Stuart, känd under sitt artistnamn Madame Stuart, var en dansare, sångare, skådespelare och musiker. Hon tillhör de mest kända gestalterna inom Norges teater- och kulturhistoria. Hon nämns ibland som den som introducerade balett i Norge. 
Hon var den tredje frun till den engelska artisten Michael Stuart (död 1770), som var känd i Danmark sedan 1756. Paret kom till Oslo i Norge år 1769. Den 26 januari 1770 annonseras en föreställning på rådshuset där "Den Virtuosa Madame Stuart" skulle dansa, sjunga och spela musik. Balett, eller i varje fall akrobatik och dansuppvisningar, hade uppförts i Norge av Ferdinand Hallasch's "kinesiska dansare" 1751 och sedan av tyska danserskor 1760 i Trondhjem, men Stuart nämns ibland som den första som framförde balett i Norge, eller i varje fall i Oslo. Hon dansade även på lina och sjöng egenkomponerade sånger på danska, och var även verksam som danslärare och drev ett värdshus med ölbryggeri. Hon inledde 1771 ett kompanjonskap med Martin Nürenbach, och uppträdde troligen på den teater han öppnade och drev 1771-1772 i Oslo.